# Referenzmarketing
Unter Referenzmarketing versteht man das Marketing mit Hilfe von Referenzen. Referenz bezeichnet in diesem Fall eine Person oder ein Unternehmen, das mit einem Unternehmen in einer geschäftlichen Beziehung steht und sein Einverständnis erteilt hat, als Referenz dieses Unternehmens genannt werden zu dürfen. Unter Umständen äußert sich der Referenzgeber dabei auch zu Details der Zusammenarbeit. Referenzmarketing systematisiert diesen Vorgang, nominiert und verwaltet Referenzgeber und organisiert die Produktion von Referenzmaterialien.
Referenzmarketing gilt als wirkungsvolles, weil glaubwürdiges Instrument für die Neukundengewinnung weil beim Referenzmarketing positive Aussagen über die Leistungsfähigkeit eines Unternehmens nicht von diesem Unternehmen selbst kommen, sondern von seinen zufriedenen Kunden. Referenzmarketing geht davon aus, dass potenzielle Kunden während der Kaufentscheidungsphase eher den Erfahrungen anderer Kunden glauben, als den Marketingversprechen des Anbieters. In Abgrenzung zu Empfehlungsmarketing konzentriert sich Referenzmarketing darauf, Bewertungen vorhandener Kunden gezielt und gesteuert zu generieren. Mit Referenzmarketing werden außerdem in der Regel konkrete Inhalte über erfolgte Leistungen vermittelt, es bewegt sich darum bislang vor allem im Geschäftsverkehr zwischen Unternehmen (B2B). Das Marketing mit Hilfe von Referenzen ist mit dem Word-of-Mouth-Marketing verwandt, im englischen Sprachraum wird es auch als Reference Selling oder als Customer Reference Management bezeichnet. Als Merkmal des Referenzmarketings gilt, dass es allen beteiligten Akteure Vorteile verschafft: Der Interessent bekommt eine unabhängige Informationsquelle, der Referenzgeber kann seine Kompetenz unter Beweis stellen und der Referenznehmer erhält einen Fürsprecher. Im Idealfall kann so eine Win-Win-Win-Situation entstehen. Das Instrument Referenzmarketing ist vor allem in der Informationstechnik etabliert. Große IT-Unternehmen verfügen über mehrere 100 Kundenreferenzen. Das Instrument fasst derzeit auch in weiteren Branchen Fuß.

## Ausprägungen
Nennung von Referenzkunden und Darstellung seines LogosKleinste Form des Referenzmarketings. Nachteil: geringe Wirkung, weil Leistungen nicht nachprüfbar sind und keine Projektdetails vermittelt werden.
Zitate von ReferenzkundenErgänzung des Kundennamens um eine kleine inhaltliche Komponente.
Fallstudien mit ReferenzkundenKlassisches Instrument des Referenzmarketings. Darstellung eines Projekts mit dem Referenzkunden in Print-Form, in der Regel auf zwei Seiten DIN A4. In einer Fallstudie (Case Study) kommt ausschließlich der Referenzkunde zu Wort. Er ist mit Logo, Bildern und Zitaten vertreten.
Success StoryBericht über das Gesamtverhältnis zwischen Referenzgeber und Referenznehmer. Im Gegensatz zu einer Case Study weniger fachbezogen und werblicher.
AnwenderberichtCase Study mit einem Referenzkunden, die für die Presse-Verwertung angepasst ist und in einem Medium erscheint.
Video-Case-StudyFilmische Darstellung einer Case Study.
Präsenz von Referenzkunden auf Veranstaltungender Referenzkunde berichtet auf Messen, Foren und in Veranstaltungen auf Einladung des Referenzgebers über das gemeinsame Projekt.
ReferenztelefonateDer Referenzgeber gibt sein Einverständnis, dass Interessenten ihn anrufen dürfen.
ReferenzbesucheDer Referenzgeber gibt sein Einverständnis für den Besuch von Interessenten. Der Referenzbesuch gilt als Königsdisziplin des Referenzmarketings.
Fallstudie via Mail oder als PDF-DateiPotentielle Neukunden kann man via Mail und angehängter Referenzmappe, Fallstudie eines oder mehrerer Referenzkunden überzeugen.

## Einsatzmöglichkeiten
1. Vertrieb: Im Vertrieb ist die Case Study das geläufigste Referenzmarketinginstrument. Case Studies kommen dabei an allen Stellen des Verkaufsprozesses zum Einsatz: Als Inhalte-Köder für die Interessenten-Generierung, zur Informations-Versorgung eines Interessenten, als Ergänzung von Angebotsunterlagen auch in Ausschreibungen, als Joker im Anbieter-Reduktionsprozess und als Instrument zur Bindung eines bestehenden Kunden.
2. Marketing: Das Referenzmarketinginstrument Case Study wird an vielen Stellen im Marketing eingesetzt: Unter anderem als Inhalt für die Unternehmens-Website, für das Corporate Publishing und für Newsletter, sowie auch als Give-Away auf Messen und Veranstaltungen. Referenzkunden werden außerdem für klassische Werbekampagnen genutzt, etwa von Vodafone.
3. Public Relations: Das Referenzmarketinginstrument Case Study ist möglicher Inhalt für Pressemitteilungen und Presse-Veröffentlichungen, etwa als Fachartikel.
4. Existenzgründung: Referenzmarketing ermöglicht insbesondere Unternehmen, die sich in der Start-Up-Phase oder Existenzgründung befinden, und somit folglich einen kleinen Kundenkreis haben, Vertrauen bei potentiellen neuen Kunden aufzubauen.

## Herausforderungen
Neben der Erstellung der Inhalte einer Referenz muss der Referenznehmer eine rechtssichere Referenzvereinbarung mit dem Referenzgeber schließen. In der Referenzvereinbarung ist typischerweise geregelt,
- welcher Text bzw. Formulierungen verwendet werden dürfen,
- ob das Logo des Referenzgebers genutzt werden darf,
- ob der Klarname oder eine Verklausulierung verwendet werden soll oder
- ob der Referenzgeber von potenziellen Auftraggebern des Referenznehmers für weitere Auskünfte kontaktiert werden darf.

## Software-Tools für das Referenzmarketing
Das Referenzmanagement (Erstellung und Referenzvereinbarung) und das Referenzmarketing (Verbreitung über Marketingkanäle) kann durch verschiedene Software-Tools vereinfacht und teilweise automatisiert werden. Am Markt existieren derzeit verschiedene Anbieter (hier die bekanntesten mit kurzer Erläuterung):
- ROInnovation (USA): Deckt den gesamten Workflow der Erstellung bis zur Vermarktung ab; Lösung für größere Unternehmen
- TechValidate (USA): Fokus auf Kundenreferenzen aus dem IT-Bereich
- Point of Reference (USA): Salesforce App zur Erstellung und Distribution von Referenzen auf Webseiten
- Trusted References (D): Deckt den gesamten Workflow ab zusätzlich ein Siegel für die Verifizierung von Referenzen
- ReferenceNow (USA): Umfassende Software für das Referenzmanagement (wenige Marketingfunktionen), Fokus auf IT-Unternehmen